# 怀远军 (南宋)
怀远军，中国宋朝的行政区划——军。
南宋宝祐五年（1257年），在荆山县设立怀远军，治所在荆山县（今安徽省怀远县），辖境跨越淮河两岸。德祐二年（1276年）二月怀远军投降元朝。至元二十八年（1291年）正月，废怀远军入荆山县，称怀远县，隶属安丰路濠州。